# Weezebeeksingel
De Weezebeeksingel in Almelo is een zuidwestelijk onderdeel van de Ring Almelo.
De Weezebeeksingel was voorheen een druk onderdeel van de N35, maar sinds de verlenging van de autosnelweg A35 in 2007 niet meer.
Opvallende gebouwen zijn het Erve Asito, sportcentrum IISPA en de woonboulevard, maar ook het ziekenhuis ZGT is vanaf de Weezenbeeksingel toegankelijk.